# Чешановиће
Чешановиће је насеље у општини Зубин Поток на Косову и Метохији. Постоји неколико варијанти назива овог села: Чешановиће, Ћешеновиће, Чешановићи, Ћешеновићи. Атар насеља се налази на територији катастарске општине Чешановиће површине 948 ha. Историјски и географски припада Ибарском Колашину. Насеље је на јужним обронцима Рогозне. Чешановићу припада и заселак Момље који је на падини ка Лучкој реци. У селу постоје трагови старијег становништва које је оставило рушевине цркве и старо гробље. После ослобађања од турске власти место је у саставу Звечанског округа, у срезу митровичком, у општини лучко-речкој и 1912. године има 129 становника (заједно са засеоцима: Мошље и Леденик).

## Демографија
Насеље има српску етничку већину.
Број становника на пописима:
- попис становништва 1948. године: 106
- попис становништва 1953. године: 128
- попис становништва 1961. године: 130
- попис становништва 1971. године: 98
- попис становништва 1981. године: 63
- попис становништва 1991. године: 34